# Serie A 1978-1979 (pallamano maschile)
La Serie A 1978-1979 è stata la 10ª edizione del torneo di primo livello del campionato italiano di pallamano maschile.

Esso venne organizzato dalla Federazione Italiana Giuoco Handball.

Il torneo fu vinto dalla Pallamano Trieste per la 3ª volta nella sua storia.

A retrocedere in serie B furono la Pallamano Modena, l'Handball Club Conversano e l'Handball Club Montesacro Roma.

## Formula
Il torneo fu disputato con la formula del girone unico all'italiana con partite di andata e ritorno.

Al termine della stagione la prima squadra classificata fu proclamata campione d'Italia mentre le ultime tre classificate furono retrocesse in serie B.

## Squadre partecipanti
| Città                | Club                          | Palasport | Sponsor          | Stagione precedente      |
| -------------------- | ----------------------------- | --------- | ---------------- | ------------------------ |
| Bologna              | Handball Club Bologna 1969    |           | Mercury          | 5ª in Serie A 1977-1978  |
| Bolzano              | Südtiroler Sportverein Bozen  |           | Loacker          | 10ª in Serie A 1977-1978 |
| Bressanone (BZ)      | Südtiroler Sportverein Brixen |           | Birra Forst      | 9ª in Serie A 1977-1978  |
| Cassano Magnago (VA) | Cassano Magnago H.C.          |           | Acciaierie Tacca | 7ª in Serie A 1977-1978  |
| Conversano (BA)      | Handball Club Conversano      |           | Edilarte         | Serie B 1977-1978        |
| Rubiera              | Pallamano Rubiera             |           | Ruggerini        | Serie B 1977-1978        |
| Rimini               | Handball Club Rimini          |           | Fippi            | 4ª in Serie A 1977-1978  |
| Rimini               | Pallamano Rimini              |           | La Rapida        | 8ª in Serie A 1977-1978  |
| Roma                 | CUS Roma                      |           | Banco di Roma    | 6ª in Serie A 1977-1978  |
| Roma                 | H.C. Montesacro Roma          |           | Albatros         | 3ª in Serie A 1977-1978  |
| Roma                 | Roma Pallamano                |           | Edizioni Eldec   | Serie B 1977-1978        |
| Rovereto (TN)        | Handball Club Rovereto        |           | Volani           | Campione d'Italia        |
| Teramo               | Teramo Handball               |           | Campo del Re     | 11ª in Serie A 1977-1978 |
| Trieste              | Pallamano Trieste             |           | Cividin          | 2ª in Serie A 1977-1978  |

## Classifica
|  | Pos. | Squadra          | Pt | G  | V  | N | S  | GF  | GS  | D    | Note                                        |
|  | ---- | ---------------- | -- | -- | -- | - | -- | --- | --- | ---- | ------------------------------------------- |
|  | 1.   | Trieste          | 47 | 26 | 23 | 1 | 2  | 527 | 336 | +191 | Qualificato alla Coppa dei Campioni 1979-80 |
|  | 2.   | Rovereto         | 47 | 26 | 23 | 1 | 2  | 686 | 456 | +230 | Qualificato alla Coppa delle Coppa 1979-80  |
|  | 3.   | Pallamano Rimini | 39 | 26 | 17 | 5 | 4  | 536 | 438 | +98  |                                             |
|  | 4.   | Bozen            | 33 | 26 | 16 | 1 | 9  | 532 | 519 | +13  |                                             |
|  | 5.   | Brixen           | 32 | 26 | 15 | 2 | 9  | 548 | 479 | +69  |                                             |
|  | 6.   | CUS Roma         | 31 | 26 | 14 | 3 | 9  | 513 | 486 | +27  |                                             |
|  | 7.   | Cassano Magnago  | 25 | 26 | 12 | 1 | 13 | 418 | 419 | -1   |                                             |
|  | 8.   | Teramo           | 24 | 26 | 10 | 4 | 12 | 545 | 502 | +43  |                                             |
|  | 9.   | H.C. Rimini      | 22 | 26 | 10 | 2 | 14 | 490 | 546 | -56  |                                             |
|  | 10.  | Bologna 1969     | 19 | 26 | 8  | 3 | 15 | 465 | 495 | -30  |                                             |
|  | 11.  | Roma Pallamano   | 19 | 26 | 9  | 1 | 16 | 439 | 530 | -91  |                                             |
|  | 12.  | Modena           | 17 | 26 | 8  | 1 | 17 | 436 | 508 | -72  | Retrocesso in Serie B 1979-80               |
|  | 13.  | Conversano       | 6  | 26 | 3  | 0 | 23 | 374 | 542 | -168 | Retrocesso in Serie B 1979-80               |
|  | 14.  | Montesacro Roma  | 5  | 26 | 1  | 3 | 22 | 375 | 628 | -253 | Retrocesso in Serie B 1979-80               |

## Spareggio scudetto
| Squadra 1 | Squadra 2 | Risultato |
| --------- | --------- | --------- |
| Trieste   | Rovereto  | Rimini    |
| Trieste   | Rovereto  | 17 - 12   |

## Campioni
| Campione d'Italia 1978-1979 |
| --------------------------- |
| Pallamano Trieste 3º titolo |